# サン娘 〜Girl's Battle Bootlog
『サン娘 〜Girl's Battle Bootlog』（サンむす ガールズ・バトル・ブートログ）は、サンライズ作品を題材とした日本のウェブ小説作品。サンライズ公式小説サイト『矢立文庫』で2017年1月13日より配信開始。著者金田一秋良、イラスト射尾卓弥。2018年6月12日から12月11日まで『サン娘 〜Girl's Battle Bootlog セカンドシーズン』が連載された。第1部全26話、第2部全27話。

## 制作背景
元々矢立文庫前のサンライズのメカと女の子を組み合わせるというコンセプトの企画で、矢立文庫というサイトが立ち挙げに単純に擬人化作品とするのではなく、女の子の日常であったり学校生活をきちんと作品には盛り込みたいためにあえて擬人化という方向性は避けることになった。擬人化作品に近いコンセプトにならないように、射尾卓弥からエッグパーツのアイデアが出てそこから腕を出すことになり、また元のロボットの腕のデザインをそのまま使用しないが一目見てわかるデザインになるようにした。

## 登場人物

### サン娘
七星 まあち（ななほし まあち）
私立聖陽女子学園1年。16歳。ポジティブで「いつだって楽しく」が信条のお節介焼き。あんぱんが大好き。中学時代は陸上をやっていたが、親友であった静流に裏切り者と呼ばれ仲で気まずくなり辞めており、それがトラウマにもなっていた。学力以外にもある種の将来性を見込まれ無ければ編入できない聖陽女子学園高等部からの編入しているが、どのような能力を評価され編入を可能にしたかは不明。ただし、編入を決めた理由の一つには「家庭の事情」がある模様。瀬里華から楓の過去を聞かされており、彼女がERINUSSを悪用しようとした時はそれを止めるよう頼まれていた。2nd seasonではサン娘としてフラクチャーと戦う中でサン娘狩りをしている一二三と対峙。互いにマキシマムモードで激戦を繰り広げ和解するも、直後に二人の消耗による漁夫の利を狙っていた楓の襲撃を受ける。楓がERINUSS接続権を得ようと友人である栞、静流、そしてまあちをも倒そうと攻撃を仕掛けてきた際はその行動に難色を示す。その時に瀬里華の言葉を思い出し「今彼女を止めるべき時」とまで確信するも、楓への友人としての想いからあえて自分から楓に刺されるという行動をとる。しかし、楓のこの行動はレイズナーの特性を利用してまあちにレイを救い出させRAYを倒す為の策であり、まあちは黒い空間でレイと再会。レイズナーの力でレイを救い出すもレイがRAYを道連れに消滅した事で、レイと連動してるまあちのレイズナーも消滅する。その後は栞たちを傷つけた罪悪感に苛まれる楓の支え役となり、黒幕である瀬里華との決戦に向かおうとする彼女を見送った。SUN－DRIVERとしては躊躇する癖がある事もあり序盤では後方支援や囮を担当する事が多い一方で、静流との初戦で劣勢に立たされ覚悟を決めた際には、これまでの劣勢を引っくり返し逆に彼女を一瞬で追い詰めたり、性能で大きく上回っている楓や一二三とも渡り合えるなど性能以上の実力を発揮している。他にも『楓に成りきり思考をなぞる』事で楓の様な頭脳戦をするといった力を見せている。
SUN-DRIVE - SPT-LZ-00X レイズナー/レイズナーMk-II（『蒼き流星SPTレイズナー』）
アンダースーツは紺のスクール水着風。運動性に秀でた中距離タイプ。マキシマムモードではV-MAX発動により流星の如きスピードとパワーを発揮する。
武器はレーザード・ライフル、カーフミサイル、ナックルショット。レイ曰くこのSUN-DRIVEのみ悪性プログラムを除去する特性があり、フラクチャーによる少女の暴走を防ぐ事が出来、既に暴走してしまった少女も正気に戻す事もできる。まあちとレイがいる限り消滅するほどのダメージを受けても黒い空間に一時的に封じられるだけで完全には倒されず、SUN-DRIVEも奪われない。消滅したレイズナーもレイの力を介す事で瞬時に復活が可能。また、この空間はレイズナーの力であれば容易に脱出出来る。楓はこの特性を利用し、あえてまあちをザンボットで貫き彼女をレイの封印されてる黒い空間に送りこみ、レイを救出させるという作戦を使った事がある。
セカンドシーズン最終回でSUN-DRIVEはレイズナーMk-IIへと進化を遂げた。能力はV-MAXIMUM。

神月 楓（こうづき かえで）
高校1年（1年留年）。17歳。ハッキリものを言うタイプだが、頼られると最後は面倒を見てしまうツンデレ肌。パソコン部部長だが部員は自分ひとり。
天才的なハッカーで、過去にERINUSSにハッキングを仕掛けたことがあり、その結果ERINUSS暴走事件を起こし留年している。

SUN-DRIVE - ザンボット3（『無敵超人ザンボット3』）
アンダースーツはチアガール風。火力とパワーに特化した近接型。
武器はザンボットグラップ（三叉の刀）&ザンボットブロー（槍）&ザンボットカッター（長剣）、バスターミサイル、ザンボット・バスター、アームパンチ、イオン砲。必殺技はザンボット・ムーンアタック、しかし特定のポーズをとる必要があり恥ずかしくてあまり使っていない。マキシマムモードは額に三日月が輝く。
他のSUN-DRIVE能力
- ビッグオー（『THE ビッグオー』）/ 武器 - サドン・インパクト
- ダンバイン（『聖戦士ダンバイン』）/ 武器 - オーラ斬り
- ザブングル（『戦闘メカ ザブングル』）/ 武器 - 4連ハンドキャノン
- ドラグナーD1・カスタム（『機甲戦記ドラグナー』）/ 武器 - 光子バズーカ
- エルガイム（『重戦機エルガイム』）/ 武器 - バスターランチャー
- キングゲイナー（『OVERMANキングゲイナー』）/ 武器 - オーバーヒート（『加速』オーバースキル）
- ダイターン3（『無敵鋼人ダイターン3』）/ 武器 - サン・アタック、ダイターン・クラッシュ
- ライジンオー（『絶対無敵ライジンオー』）/ 武器 - ライジンソード/ゴッドサンダークラッシュ

瀬里華との決戦ではインパルスガンダム、スコープドッグ、龍神丸など複数のDアームの能力を換装し戦った。

九鳳胤 栞（くほういん しおり）
高校1年。16歳。九鳳胤グループのご令嬢。大のロボットアニメマニアであり、ロボットアニメに関する話題だと思わずヒートアップしてしまう。そのためいじめられ、引っ込み思案になっていた。フラクチャーに取り憑かれ暴走するが、事件解決後にはまあちに友情以上の好意を持つようになる。一二三の襲撃で一時意識を失うも、その後一二三を倒した楓がERINUSS接続権を得ようと友人である栞、静流、そしてまあちをも倒そうと攻撃を仕掛けてきた時には既に目を覚まし状況を把握しており、一つだけ楓に約束をさせた上で抵抗することなく倒された。
SUN-DRIVE - ZGMF-X56S インパルスガンダム（『機動戦士ガンダムSEED DESTINY』）
アンダースーツはワンピース&白ニーソックス風。3タイプの装備が運用できる換装型。通常のアタックモード以外に、近距離戦仕様ソードインパルス、砲撃戦仕様ブラストインパルスに換装可能で、マキシマムモードはフォースシルエットを装備したフォースインパルスガンダムとなる。
武器はMA-BAR72 高エネルギービームライフル、M2000F ケルベロス高エネルギー長射程ビーム砲（ブラスト時）、MMI-710 エクスカリバーレーザー対艦刀（ソード時）。アンビデクストラスフォーム（ソード時）

天霧 静流（あまぎり しずる）
高校1年。16歳。陸上部の若手エース。中学時代にまあちとは親友であったが、100メートル短距離走で、まあちが全力を出さなかった事で勝ちを拾わされた時には落胆し互いに気まずくなっていた。その後聖陽学園に転入するが、そこでフラクチャーに憑りつかれて正気を失ってしまい、後にまあちと再会した時には彼女に対する恨みの感情まで植え付けられていた。桜花祭を潰し楓にけがを負わせてしまうが、まあちとの対決の時にかつての時と違い全力でぶつかってくれた事、恨みの感情を植え付けていたフラクチャーを破壊された事で正気に戻り、かつての親友の頃に戻ったかのように接するようになる。
SUN-DRIVE - ATM-09-ST スコープドッグ（『装甲騎兵ボトムズ』）
アンダースーツは体操着&赤ブルマ風。マキシマムモードは右肩が赤く塗られたレッドショルダー仕様で、脚部のローラーダッシュによる高速戦闘を可能にする。
武器はヘビィマシンガン改、アームパンチ、ショルダーミサイルガンポッド（マキシマム時）、ロッグガン（マキシマム時）、ソリッドシューター。

渡良瀬 一二三（わたらせ ひふみ）
セカンドシーズンより登場。高校2年。17歳。楓から「チビみ」と呼ばれた少女。既に96体のSUN－DRIVE所有者を倒し強化されている。明るく生徒に人気もある生徒会長。しかし、春から病を理由に週に1，2度登校する程度。SUN－DRIVE所有者同士の戦いには元々否定的だったようだが、フラクチャーに憑りつかれ暴走し、「所有者を全て倒し早く戦いを終わらせる」という考えの元で所有者狩りをしている。後のまあちとの戦いで消耗しきった所を楓の奇襲で倒されエネルギーを楓に奪われてしまう。
SUN-DRIVE - 龍神丸（『魔神英雄伝ワタル』）
アンダースーツは袴がミニスカートのように短い巫女服風。
武器は飛龍拳、炎龍拳、龍爪（ドラゴン・クロー）。必殺剣は登龍剣。
旺城 瀬里華（おうじょう せりか）
高校2年。17歳。副生徒会長。文武両道でカリスマ性もある才女。楓とは友人であった。ERINUSSの権限を手に入れるために楓やLAYを利用していた黒幕。
サン娘としての実戦経験は主要人物の中では最も浅いものの、高い学習能力により、まあち同様に性能以上の実力を発揮しており、
作中では性能そのものは同等であるはずの楓を終始圧倒した。なお、黒幕的立ち位置でありながら作中の主要なサン娘の中では唯一まあちとは一度も交戦していない。
あらゆるものに秀でた才能を持っている為に、「出来ない事」というものに今まで出会ったことが無い。その為に失敗というものを極度に恐れている。
楓との決戦では彼女に対し終始優勢であったが、楓の捨て身の戦法で敗北寸前まで追いつめられる。しかし、とどめの一撃が放たれる寸前に敗北への恐怖心から楓に助けを求めた事で、楓は友人への想いから攻撃を反らし、エネルギーを使い果たした楓は消滅。ただ一人残された虚無感と敗北感が残り、直後に自らの負の感情により生み出したフラクチャーに取り込まれかけるが、戦況を陰で見守っていたまあちに助けられる。その後は罪の償いとして学校を自主退学し、RAYやレイを眠りから覚ますためにERINUSSの研究を続けている。
SUN-DRIVE - ガオガイガー（『勇者王ガオガイガー』）
アンダースーツはメイド服風。マキシマムモードでは背中にステルスガオー、胸にギャレオンの顔、額にガオガイガーの冠が備わる。
武器はヘル・アンド・ヘブン、プロテクトシェード、ブロウクン・マグナム、ドリルニー、ゴルディオンハンマー。

### その他
レイ
まあちが入学式の日に出会った不思議な銀髪の少女。まあちにエッグを与えたのも彼女らしい。統括管理AIが暴走した際の緊急停止プログラムを持つ。
SUN-DRIVE - ΙΔΕΟＮ（『伝説巨神イデオン』）
レイがLAYに対抗して機装化（アクティベイト）した青いイデオン。
LAY
髪と瞳が漆黒である以外はレイと瓜二つの少女。サン娘同志を戦わせようとし、レイを拘束する。楓によって目覚めたが瀬里華に確保され人間を憎むように教育された。瀬里華の事をママと呼んでいたが、瀬里華自身は道具としか見ていなかった。サン娘のデータを収集していた事でSUN-DRIVEの性能はレイを凌駕する。後に彼女のエネルギーを吸収した瀬里華は100体のSUN-DRIVEを吸収した楓のSUN-DRIVEと同等の性能になっていることから、楓にも迫る非常に高い性能を持っていた模様。
SUN-DRIVE - ΙΔΕΟＮ（『伝説巨神イデオン』）
LAYが最初に作りだしたSUN-DRIVE。他とは異なりアタックモードを介さずにマキシマムモードとなり、腕だけではなく胴体や脚部も形成されている。
武器はイデオンソード、波導ガン（イデオンガン）、ミサイルランチャー（569基、ミサイル1万6千発）。
岸元 響子（きしもと きょうこ）
担任教師。
伊東 彩夏（いとう さやか）
保健室の養護教員。

## 用語
サン娘（サンむす）/ SUN－DRIVER
SUN－DRIVE所有者の女の子達。命名はまあち。ピーコンからSUN－DRIVEを起動し機装化（アクティベイト）することでnフィールドで活動できる。実際の身体能力とは関係なく設定数値で動くことができ、エネルギーシールドで防御される。
第1形態 エッグモード
コスプレの様なアンダースーツに、両肩にエッグを装備した形態。アンダースーツは各サン娘ごとに異なる衣装がモチーフになっている。
第2形態 アタックモード
エッグからデュエルアーム（Dアーム）を展開した形態。Dアームは各サン娘ごとにモチーフとなったロボットを模したアーム形態になっている。
第3形態 マキシマムモード
デュエルアームの常時展開及びアンダースーツにもパーツ装備された形態。

SUN-DRIVE（サン・ドライブ）
ピーコンにインストールされたサン娘用のソフト。
nフィールド
サン娘達が戦うデータ上の空間。時間が停止した空間であり、現実空間では一瞬の出来事。
この空間で受けたダメージは現実空間にも影響を与えるようで、気絶する程のダメージを受けた場合は現実世界でもしばらく意識を失う。これが死亡する程のダメージだった場合については現実空間でも死亡する事は無いようだが、より長時間意識不明の状態が続き、目が覚めた後もSUN－DRIVEやnフィールドの事は夢としか感じられなくなる模様。ただし、これらは機装化した身体に受けたダメージだけでなくエッグへのダメージも絡んでいるようで、身体への目立ったダメージが無くレイズナーのみを失った際のまあちは、その後も体調の悪さも見られずn-フィールドでしばらく行動を続け、特に身体への問題も無いまま楓と共にnフィールドからログアウトしたにもかかわらず、現実空間ですぐに目覚めた楓とは異なり数時間眠っていたという事がある。
フラクチャー
nフィールド上にいる謎の敵プログラム。現実の電子機器にも影響を与え、サン娘達に取り憑く可能性もある。
ピーコン
PD（プロフィタブル・デバイス）。スマートフォンに代わるウェアラブルコンピューター。
聖陽女子学園（せいようじょしがくえん）
東京都杉並区の上井草を中心に5区に跨る中高一貫の巨大私立校。高等部からの編入は難しく、たとえ学力が基準値に達していても、ある種の将来性を見込まれないと編入できない。高等部の制服は襟の左側が赤、右側が青となっている半袖のセーラー服タイプのみが確認されており、これが夏服なのか冬服なのかは不明。（漫画版では春の始業式の時点で全生徒がこの半袖の制服姿で描かれている）
学園を運営する財団は昔、ザンボット3やレイズナーを製作したアニメ製作会社を運営していた。過去の古いアニメ作品は劣化や事故で殆どが消えたとされているが、学園では地下シェルターに書類やデータを保管しており貴重な資料が残されている。
ERINUSS（エリヌス）
正式名称『Equitability-Reinforced INstructional Unified SyStem（最も公正な教育統合システム）』。聖陽女子学園のあらゆるデータを統括する教育管理コンピューター。約1万人の生徒達の学習データを収集分析、適正な学習法や指導法を支持するほか、学園全ての施設を管理し運営もしているので、学生の店舗経営支援さえ可能。
元々は創映財団が完全管理型都市のために開発した、住民のあらゆるデータを収集、最適な生活環境を構築するための管理プログラムシステムであった。そのため学園に転用される際にプライバシーに関するものは削除されたはずであったが、何らかによって起動され、無差別に収集し続けている。
桜花祭
聖陽女子学園の春の部活紹介行事。
楽援部
まあちが作った「楽しい学園生活を応援する部活」。部員は七星まあち、九鳳胤栞、神月楓（仮）、天霧静流。セカンドシーズンよりレイが入部。

## 書籍
マイクロマガジン社小説レーベル『ブックブラスト』より2017年10月5日発行。ISBN 978-4-89637-659-3．

## コミック
2017年12月号（2017年11月30日）より2019年6月号までマイクロマガジン社Web漫画誌『コミックライド』で配信の漫画版。作画は華師。全17話（＋0話）、全2巻。
1. 2018年10月24日発売 ISBN 978-4896378238
2. 2019年6月29日発売 ISBN 978-4896378962

## ゲーム
スーパーロボット大戦X-Ω
ロボットアニメが多数参戦しているクロスオーバー作品。2017年8月限定で『ロボットガールズZ』と共に本作が参戦。七星まあちがZちゃん達ロボガの一員としてマジンガーZの世界に現れるという形で登場した。
2018年10月には復刻参戦し、『Cutie Honey Universe』の面々と共演した。新規に天霧静流がユニットとして登場。